# Morter de mà
El morter de mà és una arma de foc i antiga antecessora dels moderns llançagranades que es va utilitzar a finals del segle xvii i al segle xviii per llançar granades fusionades. L'acció era similar a un fusell d'espurna, matchlock, o wheellock arma de foc (depenent de la data de producció), però el barril era curt, generalment de 2 polzades (5 cm) a 10 polzades cm) de llargada (tot i que es diu que alguns tenen barrils de fins a 33 polzades cm) de llarg), i tenia un gran forat per acollir la magrana; normalment entre 5 i 6 polzades cm). ; normalment entre 2 i 2,5 polzades (de 5 a 6 cm).

## Ús

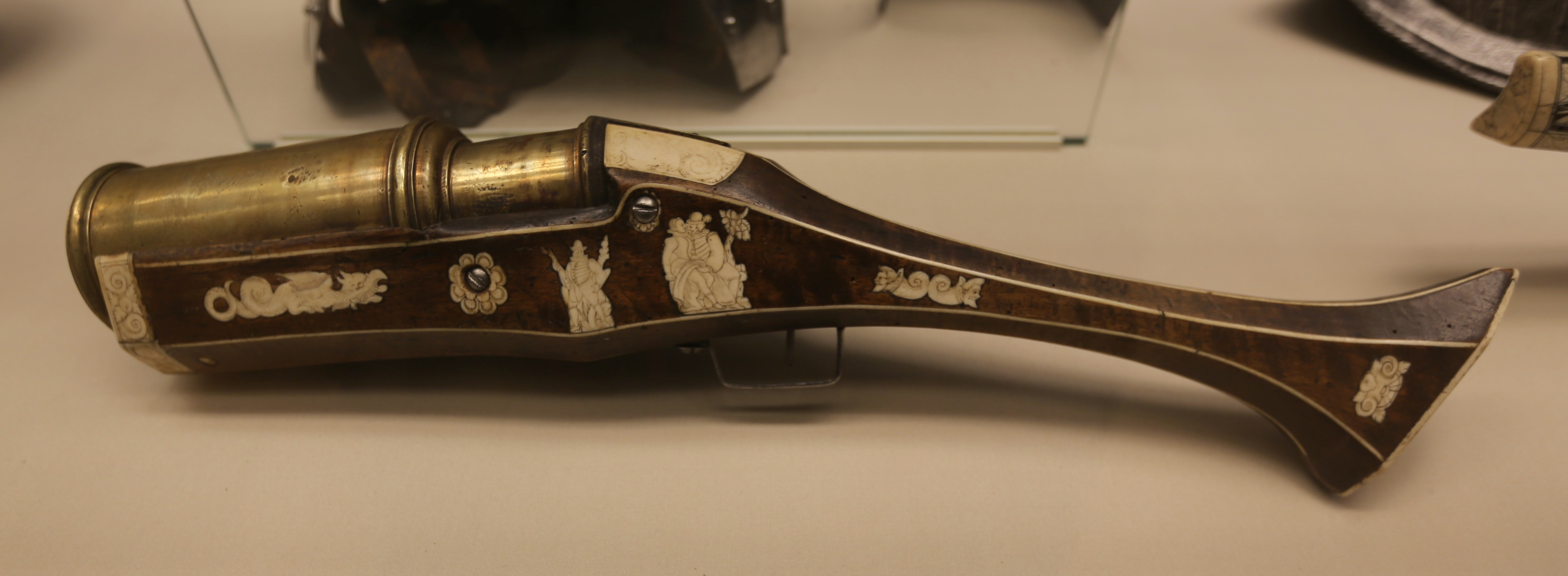
Un exemple dels anys 1590

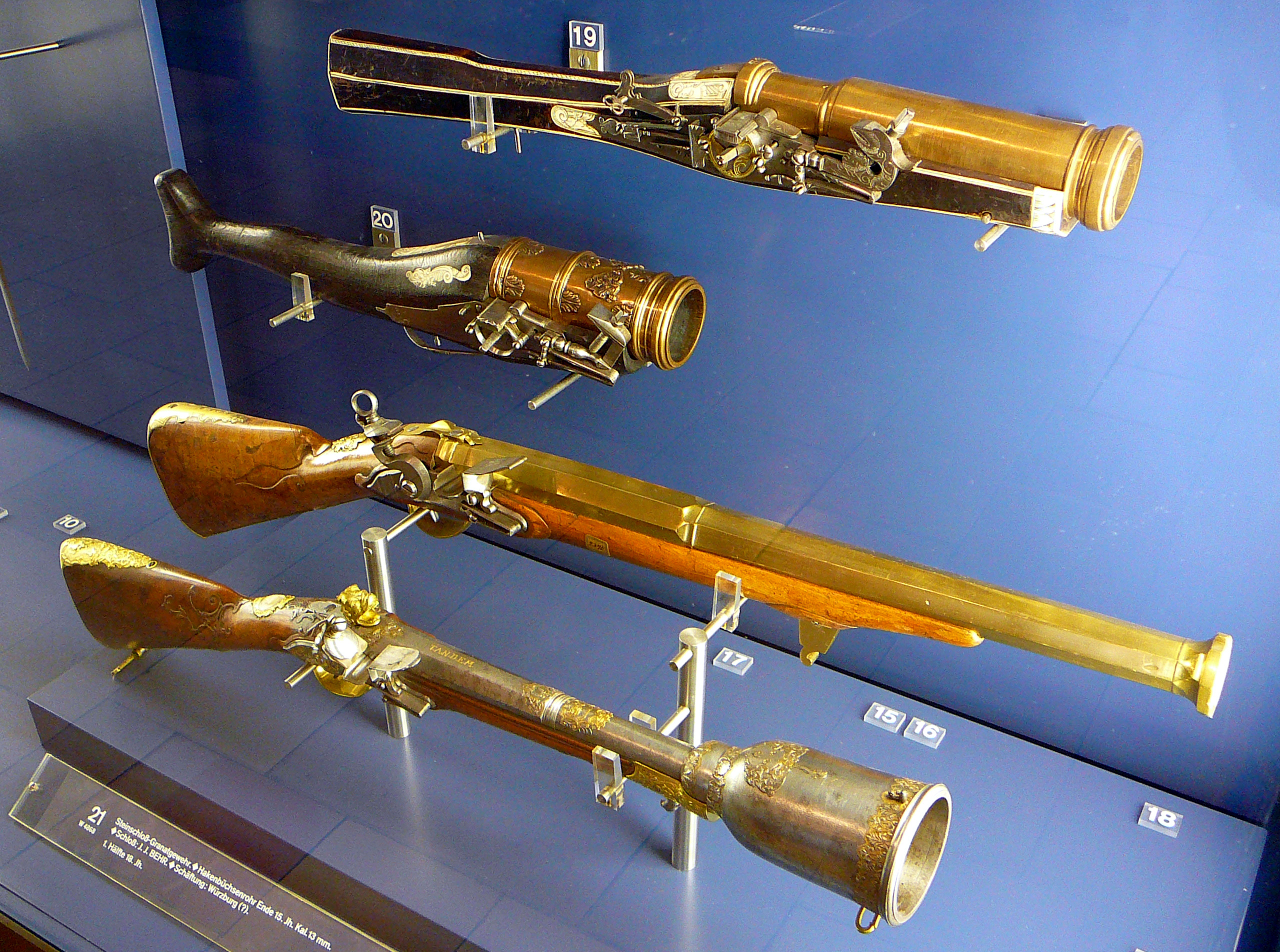
Alguns morters de mà alemanys dels segles XVI al XVIII

Després d'iniciar l'arma de foc i afegir la pólvora, el tirador encenia un fusible de magrana, col·locava la magrana al morrió del morter i el disparava contra l'enemic. No obstant això, es podrien produir accidents si l'arma es va disparar i la granada encesa va romandre al barril. Es van intentar modificacions addicionals per encendre la magrana amb la pólvora encesa, però es diu que el fusible seria forçat a entrar a la magrana que explotaria immediatament.
El baix nombre d'exemplars supervivents d'aquesta arma de foc indica que no era una arma popular, possiblement a causa de problemes de seguretat. En el seu assaig sobre l'arma, Hewitt opina que el morter es troba entre una varietat de "projectes de destrucció que mai han destruït res més que la fortuna dels seus inventors". De fet, a les exposicions militars de l'Informe oficial de l'exposició internacional de Calcuta, 1883-84, un morter manual es descriu com "només una joguina... mai destinada al servei".
També es van trobar morters manuals al Nou Món. Les referències a un morter manual que es transfereix a Maryland es troben al registre de The Proceedings of the Council of Maryland el 1698.

## Ús naval
El 1872, una obra titulada Life-boats, Projectils and Other Means for Saving Life va donar compte d'un mariner que utilitzava un morter manual. Es va descriure el morter manual que era capaç de llançar un projectil de plom i una línia a una distància de 73 metres.

## Inventors
John Tinker va inventar almenys una versió del morter manual el 1681. No obstant això, el seu morter pot haver estat una millora en una peça anterior. Una referència a aquest morter pot haver aparegut en una obra titulada Armadura antiga que es refereix al morter d'un tinter. Un altre relat fa referència a un morter manual com a corn, i atribueix la seva invenció a un enginyer holandès, Menno van Coehoorn, que va viure del 1641 al 1704.

## Producció
Entre 1672 i 1740, la Fundició Reial de Berlín (Königliches Gießhaus zu Berlin) va produir 302 morters manuals (Handmörser). A més, un morter al Museum of Artillery de Woolwich, Gran Bretanya, porta la inscripció Fondeur á Strasbourg (fabricat a Estrasburg (França)) i diverses altres peces supervivents porten l'escut de Württemberg que indica que podrien haver estat fabricades allà.

## Munició
Les primeres referències al tipus de magrana utilitzada en un morter manual es produeixen en una obra de 1472 titulada Valturius, on es podria haver produït un prototip incendiari. Tanmateix, l'ús generalitzat de la magrana explosiva no es produeix fins a principis a mitjan segle XVI sota la direcció de Francesc I de França. Una de les primeres víctimes d'aquest tipus de magrana va ser el comte de Randan, que va morir de ferides de metralla a les cames d'una granada durant el setge de Rouen (probablement la batalla d'Issoire) el 1562. Les granades explosives es van fabricar amb llautó, vidre i possiblement argila i es van fer projectils incendiaris amb llenç, però Nathanael Nye, mestre artiller de la ciutat de Worcester en una obra titulada Art of Gunnery publicada el 1647, remarca que els soldats El dia no els agradava manejar les magranes perquè eren massa perilloses. Tot i que hi ha registres substancials d'unitats d'infanteria anomenades granaders al llarg del segle xviii a Europa, aquestes unitats solen llançar les magranes a mà.